# FOS Open Scouting
FOS Open Scouting ist ein flämisch-belgischer Pfadfinderverband mit Sitz in Gent. Er ist interkonfessionell ausgerichtet und in Flandern und Brüssel aktiv. Nach eigenen Angaben sind in dem Verband mehr als 8.250 Pfadfinderinnen und Pfadfinder in über 50 Gruppen aktiv.
Der Verband entstand 1966 aus der Aufspaltung der Boy-Scouts et Girl-Guides de Belgique/Boy-Scouts en Girl-Guides van België. 1992 schlossen sich ihm die flämischen Gruppen der Sea Scouts Of Belgium an. Geschwisterverband in Wallonien sind die Scouts et Guides Pluralistes de Belgique.
FOS Open Scouting ist über die Mitgliedschaft im belgischen Dachverband Guidisme et Scoutisme en Belgique/Gidsen- en Scoutsbeweging in België auch mittelbares Mitglied der World Association of Girl Guides and Girl Scouts und der World Organization of the Scout Movement. 